# Aïn Khadra
Ain Khadra là một đô thị thuộc tỉnh Msila, Algérie. Dân số thời điểm năm 2002 là 19.412 người.